# NGC 5254
NGC 5254 (również PGC 48307) – galaktyka spiralna (Sc), znajdująca się w gwiazdozbiorze Panny. Odkrył ją John Herschel 6 maja 1836 roku.